# Henk Vonhoff
Hendrik Johan Lubert (Henk) Vonhoff (Amsterdam, 22 juni 1931 – Hilversum, 25 juli 2010) was een Nederlandse bestuurder en politicus. Hij was lid van de liberale VVD sinds de oprichting in 1948, daarvoor aspirant-lid van de Partij van de Vrijheid, een van de voorgangers van de VVD. Tevens was hij van 1995 tot 2001 bijzonder hoogleraar arbeidsvoorwaardenbeleid aan de Erasmus Universiteit in Rotterdam. Decennialang was hij voorzitter van de Natuurbeschermingsraad en Nationaal Park De Hoge Veluwe maar ook van de branchevereniging van frisdrankproducenten (BBM, later NFI).

## Levensloop
Vanuit zijn opleiding tot leraar geschiedenis was Vonhoff kenner van de vaderlandse geschiedenis. Hij volgde in Amsterdam de HBS, haalde daarna de middelbaar-onderwijsakte geschiedenis en was in de periode 1957-1967 als geschiedenisleraar werkzaam.

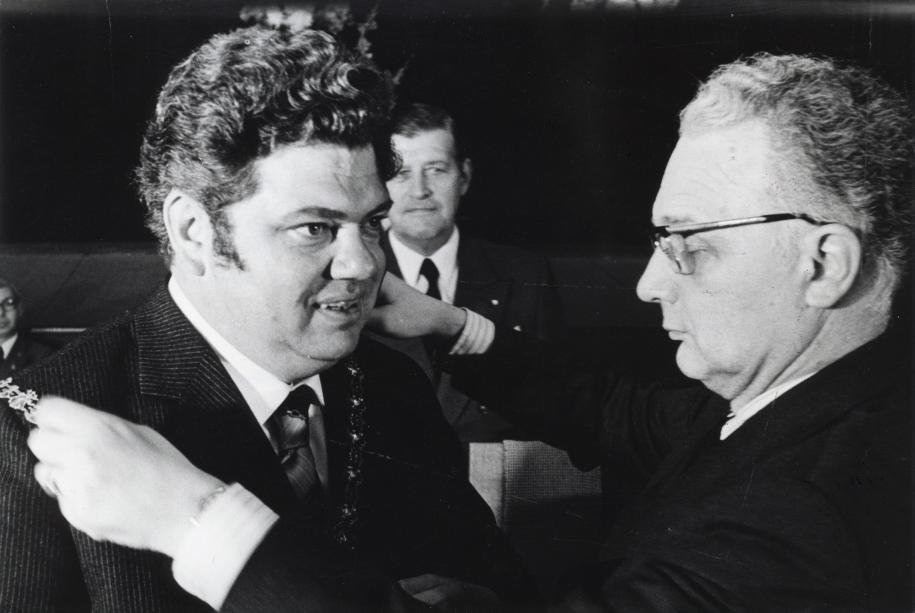
Vonhoff wordt geïnstalleerd als burgemeester van Utrecht

Zijn maatschappelijke betrokkenheid leidde tot belangstelling voor en lidmaatschap van de nieuwe Partij van de Vrijheid en later de VVD. Binnen deze partij werkte hij zich op tot prominent. In 1967 werd hij gekozen tot lid van de Tweede Kamer. Na vier jaar Kamerlidmaatschap was Vonhoff van 1971 tot 1973 staatssecretaris van cultuur, recreatie en maatschappelijk werk onder minister Engels in de kabinetten Biesheuvel I en Biesheuvel II.
Van 1974 tot 1980 was hij burgemeester van Utrecht.
Later was hij als commissaris van de koningin zestien jaar lang het boegbeeld van de provincie Groningen. In 1986 kon hij de ministerspost van Defensie krijgen in het tweede kabinet-Lubbers maar hij sloeg dit af. Zijn post in Groningen zou in dat geval naar een PvdA'er gaan en de door hem in gang gezette komst van het PTT-hoofdkantoor naar Groningen zou direct worden afgebroken door opponenten als Neelie Kroes en Onno Ruding. Hij kon niet anders dan in Groningen blijven, zo concludeerde hij.
Tussen 1985 en 1989 was Vonhoff voorzitter van sportkoepel NOC. Hij hield zich bezig met het bid van Amsterdam voor de Olympische Spelen 1992 waar de leden van NOC in november 1985 voor stemden maar wat in oktober 1986 door de IOC-leden aan Barcelona werd toegewezen. Samen met NSF-voorzitter Frank Schreve gaf hij in 1988 de aanzet van de fusie tussen beide organisaties tot NOC*NSF die in 1993 gestalte kreeg.
In de jaren negentig speelde Vonhoff in opdracht van staatssecretaris van Cultuur, Kunst en Media Aad Nuis een belangrijke rol in de onderhandelingen ter voorbereiding en latere oprichting van het Nederlands Audiovisueel Archief, dat later het Nederlands Instituut voor Beeld en Geluid zou worden.
Vonhoff was getrouwd met Eerste Kamerlid Louise Luijendijk. Samen hadden ze twee dochters en een zoon (1957, 1958, 1961). In 1999, op vakantie in Denemarken, werd hij getroffen door een gescheurde aorta, waarvan hij wonderwel herstelde. Henk Vonhoff overleed op 79-jarige leeftijd na een kort ziekbed.
Henk Vonhoff was familie van Theo van Gogh; zijn nicht Anna Vonhoff was getrouwd met diens vader Johan van Gogh.

## Werk
- Handboek voor de Patriot, voor elke Nederlander en nieuwkomer, Uitgeverij Bert Bakker, ISBN 9789035130609, 2006
- Liberalen onder één dak. VVD: 50 jaar liberale vereniging, SDU Uitgeverij, ISBN 9012085810, 1998
- Vrijmetselaren in de politiek: acht biografische schetsen van bekende vrijmetselaren-politici (samen met Joh. S. Wijne), Uitg: Fama Fraternitatis, ISBN 90-72032-10-1, 2002

## Onderscheidingen en prijzen
- Zilveren erepenning van het Ministerie van Landbouw, Natuur en Voedselkwaliteit (4 november 2005)
- Persprijs van de Nederlandse Vereniging van Journalisten (1988)
- Commandeur in de Orde van Oranje-Nassau (29 april 1987)
- Ridder in de Orde van de Nederlandse Leeuw (8 juni 1973)